# Cleome bororensis
Cleome bororensis là một loài thực vật có hoa trong họ Màng màng. Loài này được (Klotzsch) Oliv. mô tả khoa học đầu tiên năm 1868.